# Írio Rodrigues
Írio Rodrigues foi um poeta brasileiro.

## Biografia
Começou, ainda criança, a fazer versos, mesmo sem nunca ter frequentado uma escola, sendo alfabetizado pela mãe Erocilda Rodrigues Silveira, com o auxílio de uma cartilha. Adulto, foi engraxate, vendedor de jornais, biscateiro, pintor e até mesmo cantor de rádio. Tentou a vida em São Paulo, Rio de Janeiro e, ao retornar, estabeleceu-se por vinte anos na cidade gaúcha de São José do Norte.
Figura emblemática em Rio Grande, seu primeiro livro foi patrocinado pela Secretaria Municipal de Educação e Cultura de Rio Grande e o segundo por amigos e admiradores. Também com ajuda, imprimia seus poemas e vendia por valores simbólicos para sustentar-se. Faleceu em 14 de junho de 2006.
O Instituto de Letras e Artes (ILA) da Universidade Federal do Rio Grande - FURG possui um projeto de pesquisa com a poesia desse autor, com resultados parciais já apresentados em congressos e com a previsão do lançamento de um sítio.

## Obras
- Írio Rodrigues - O poeta pobre
- Coletânea 2003

## Poema
Um de seus poemas conhecidos é 'A rosa, o cravo e o jasmin'
| “ | Passei num jardim em flor Fiquei deveras encantado A rosa, jurava amor Ao cravo, seu namorado E o cravo também jurava Mas, com ciúmes do jasmim E a rosa delirava Entre amores, dois sem fim. O jasmim neste instante Frente a rosa se ajoelhou Jurando-lhe amor constante Mas, a rosa o desprezou. E beijando-se com o cravo Ainda a frente do jasmim Provaram que eram escravos Ambos, de um amor sem fim. E o jasmim desiludido Triste a sós, na solidão Foi por ela esquecido Ao pedir a sua mão. E o cravo envaidecido Conquistou seu grande amor Casou-se, virou marido Da mais linda rosa flor. E a branca rosa atraente Do cravo encantador Gerou estranha semente Por isso variou sua cor. É um prodígio, realmente Ninguém sabia a razão Por que são tão diferentes As cores que as rosas dão. E feliz por todo o sempre Naquele jardim em flor Refloresce eternamente A rosinha de outra cor. | ” |